# فرقة المشاة الثالثة (الفيرماخت)
فرقة المشاة الثالثة فرقة مشاة للجيش الألماني التي حاربت في الحرب العالمية الثانية. تم إنشاء الفرقة تحت اسم Wehrgauleitung Frankfurt في عام 1934 من خلال توسيع القسم الثالث من الرايخويهر. أعيد تشكيلها باسم Kommandant von Frankfurt بعد ذلك بوقت قصير، واكتسبت اسمها الحقيقي عندما تم الإعلان عن تشكيل الفيرماخت في أكتوبر 1935. في مارس 1939، شاركت الفرقة في غزو واحتلال تشيكوسلوفاكيا.
خلال الحرب العالمية الثانية، شاركت الفرقة في غزو بولندا في سبتمبر 1939 حيث كان جزءًا من الجيش الألماني الرابع. ثم شاركت في غزو فرنسا في مايو 1940. في أكتوبر من ذلك العام، عادت إلى ألمانيا وتمت ترقيتها إلى فرقة الية كاملة. (معظم افرق الألمانية خلال الحرب لم يكن لديها وسائل نقل للمشاة واستخدمت الخيول لسحب مدفعيتها؛ لم تستطع الصناعة الألمانية تحويل ما يكفي من وسائل النقل للسيارات أثناء محاولتها أيضًا تلبية المتطلبات العسكرية الأخرى. )
أعيد تصميم فرقة المشاة الثالثة التي شاركت في عملية بارباروسا في يونيو 1941، وتقدمت في لينينغراد تحت مجموعة الجيوش الشمالية. في أكتوبر تم نقل الفرقة إلى مجموعة الجيوش الوسطى لعملية تايفون ومعركة موسكو والمعارك الدفاعية في الشتاء. في منتصف عام 1942 تم نقلها إلى مجموعة الجيوش الجنوبية للمشاركة في الهجوم الصيفي Fall Blau ("Case Blue")، وتم القبض عليها في نهاية المطاف في معركة ستالينجراد، حيث تم تدميرها في حصار الجيش الألماني السادس في فبراير 1943.

## القادة

### فرقة المشاة الثالثة
- أوبرست كيرت هاس، 4 أبريل 1934 - 3 يوليو 1936
- اللواء الرائد والتر بيتزل، 3 يوليو 1936 - 11 أكتوبر 1938
- جينيرال لوتنانت والتر ليشيل، 11 أكتوبر 1938 - 1 أكتوبر 1940

### فرقة المشاة الثالثة (م. )
- لواء المدفعية بول بدر، 1 أكتوبر 1940 - 25 مايو 1941
- لواء المدفعية كورت جان، 25 مايو 1941 - 1 أبريل 1942
- جينيرال لوتنانت هيلموت شلومر، 1 أبريل 1942 - 15 يناير 1943
- أوبرست جوبست فرايهر فون هانشتاين 15 يناير 1943 - 28 يناير 1943

### فرق بانزرجرينادير الثالثة
- جنرال دير بانزرتروبي فريتز هوبرت غراسر، 1 مارس 1943 - مارس 1944
- اللواء الرائد هانز هيكر، مارس 1944 - 1 يونيو 1944
- جينيرال لوتنانت غونثر فون روست ، 1 يونيو 1944 - 25 يونيو 1944
- جينيرال لوتنانت والتر دنكرت، 25 يونيو 1944 - أبريل 1945